# 제너럴 일렉트릭 F404

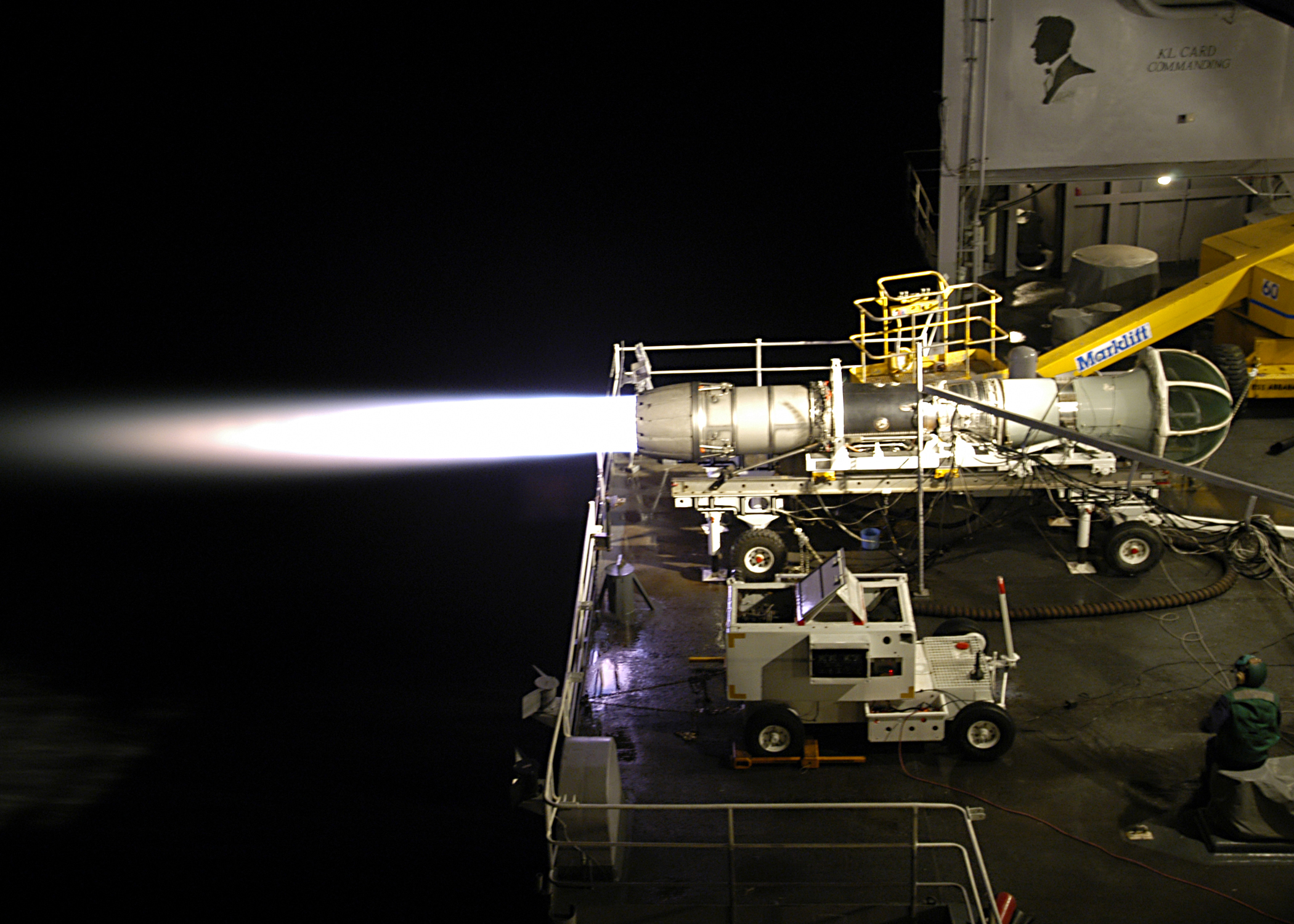
실험중인 F404 엔진

제너럴 일렉트릭 사의 F404는 애프터버너(afterburner)가 장착된 10,500 ~ 18,100 lbf (85 kN)급의 터보팬 엔진이다. 이후 F414 및 민수용의 GE36 엔진(프롭팬)으로 파생되었다. 러시아의 동급 출력의 엔진으로 RD-33 엔진이 있다.

## 비교
FA-50은 8톤 추력의 터보팬 단발엔진을 사용한다. 이런 엔진으로는 미국 제너럴 일렉트릭 F404, 프랑스 스넥마 M53, 스넥마 M88, 유럽 유로제트 EJ200, 러시아 클리모프 RD-33가 있다.
8~9톤 추력 단발엔진을 사용하는 군용기로는 미국 F-20 타이거샤크, 스웨덴 사브 JAS 39 그리펜, 인도 HAL 테자스, 이스라엘 IAI 크피르, 프랑스 미라주 2000, 중국 FC-1이 있다. 이들 중에서 가장 유명한 것은 삼각익기의 원조로 흔히 알려져 있는, 60년째 생산중이고, 가장 많은 나라에 수출된, 프랑스 미라주 2000 시리즈이다. 따라서, FA-50을 잘 모르는 이들에게는 한국판 미라주라고 설명하면, 이해하기가 쉽다.
8~9톤 추력 쌍발엔진을 사용하는 군용기로는 미국 F/A-18 호넷, 프랑스 다소 라팔, 유럽 유로파이터 타이푼, 러시아 미그-29 전투기와 미국 F-117 폭격기가 있다.
미국처럼 13톤 추력 단발엔진 F-16과 쌍발엔진 F-15와 같이, 단발기와 쌍발기를 주력 공군기로 독자개발해 사용하고 있는 나라는, 프랑스 뿐이다. 9.7톤 단발엔진 미라주 2000과 8톤 쌍발엔진 다소 라팔을 독자개발해, 공군 주력기로 사용하고 있다. 엔진, 항법장비, 미사일, 폭탄 등을 모두 국산화했다. 러시아, 중국 등도 단발 쌍발 모두 독자개발은 했으나, 단발기를 공군 주력기로 사용하고 있지는 않다.

## 사용 기체
- 미국 보잉 F/A-18 호넷 쌍발엔진
- 미국 록히드 F-117 나이트호크 쌍발엔진
- 미국 F-20 타이거샤크 단발엔진
- 미국 보잉 X-45 단발엔진
- 프랑스 다소 라팔 쌍발엔진
- 스웨덴 사브 JAS 39 그리펜 단발엔진
- 대한민국 한국항공우주산업 T-50 골든이글 단발엔진

## 제원 (F404-GE-402)
- 형식: 후기연소기(afterburner)가 장착된 터보팬
- 길이: 154 in (3,912 mm)
- 직경: 35 in (889 mm)
- 무게: 2,282 lb (1,036 kg)
- 압축기: 팬 3단 및 압축기 7단으로 이루어진 축류 압축기
- 바이패스비: 0.34:1
- 터빈: 1단 저압 터빈 및 1단 고압 터빈
- 추력
  - 11,000 lbf (4,950Kg, 48.9 kN) (후기 연소기를 사용하지 않을 때)
  - 17,700 lbf (7,965Kg, 78.7 kN) (후기 연소기를 사용할 때)
- 압축비: 26:1
- 비연료소모율
  - 0.81 lb/(lbf·h) (82.6 kg/(kN·h)) (후기 연소기를 사용하지 않을 때)
  - 1.74 lb/(lbf·h) (177.5 kg/(kN·h)) (후기 연소기를 풀가동할 때)
- 추력 대 무게 비: 7.8:1 (76.0 N/kg)

## 같이 보기
- 제너럴 일렉트릭 F414
- 제너럴 일렉트릭 F110
- 구이저우 WS-13
- 클리모프 RD-33